# Pekka Sammallahti
Pekka Lars Kalervo Sammallahti, född 21 maj 1947 i Helsingfors, är en finländsk språkvetare.
Pekka Sammallahti är bror till fotografen Pentti Sammallahti. Han avlade filosofie doktorsexamen 1977. Han verkade 1968–1971 som assistent vid Helsingfors universitet, var 1972–1977 forskare där; docent i finsk-ugrisk språkvetenskap sedan 1977. Han var 1977–1982 biträdande professor i samiska språket och kulturen vid Uleåborgs universitet samt blev 1982 professor i ämnet, den förste i Finland. Sedan 1988 är han ledamot av Finska Vetenskapsakademien.
Pekka Sammallahti är en förnyare av den fonologiska forskningens traditioner. Han har skrivit flera ordböcker och deltagit som rådgivare i ett enaresamiskt-finskt ordboksprojekt vid Forskningscentralen för de inhemska språken och skall tjänstgöra som huvudredaktör för de ordböcker som kommer att publiceras inom ramen för projektet. Han har också skrivit flera skolböcker i samiska språket.